# Rudolf Bendemann
Pour les articles homonymes, voir Bendemann.
Rudolf Christian Eugen Bendemann (né le 11 novembre 1851 à Dresde, mort le 3 mai 1884 à Pegli) est un peintre allemand.

## Famille
Bendemann est le fils du peintre Eduard Bendemann et de son épouse Lida Schadow (de), la fille du sculpteur Johann Gottfried Schadow. L'amiral Felix von Bendemann est son frère.

## Biographie
Bendemann reçoit ses premières leçons artistiques de son père. En 1868, il devient étudiant à l'académie des beaux-arts de Düsseldorf, d'abord dans la classe élémentaire d'Andreas Müller, puis de 1869 à 1870 auprès de Karl Müller. Il travaille ensuite dans l'atelier de son père et devient également son assistant. En 1873, il étudie l'histoire de l'art auprès de Wilhelm Roßmann (de).

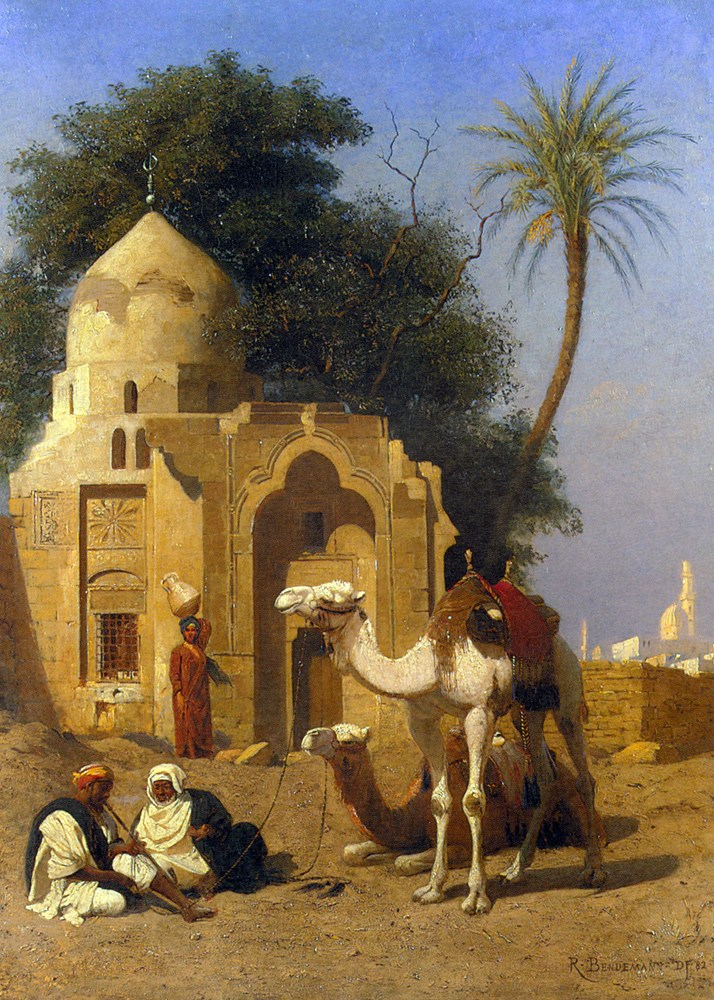
Le Repos devant la mosquée

Entre 1877 et 1879, Bendemann vit et travaillé à Munich puis revient à Düsseldorf. L'une de ses premières œuvres est une scène de La Saga de Frithiof (sv) d'Esaias Tegnér. En collaboration avec Wilhelm Beckmann, Ernst et Fritz Roeber, Bendemann participe à la décoration de plusieurs salles de la Galerie nationale de Berlin sous la direction de son père. Il présente L'Enterrement de Frauenlob en 1880 à l'Exposition commerciale et artistique de Düsseldorf.
Dans les années 1880, Bendemann vit avec ses parents au Jägerhofstraße 7 dans le Jardin de Cour de Düsseldorf (de). Pour des raisons de santé, il voyage souvent vers le sud en hiver, principalement en Italie, mais aussi en Égypte. Il y passe de la peinture de genre et d'histoire à l'orientalisme.